# Аморебьета (футбольный клуб)
«Аморебьета» (баск. и исп. Amorebieta) — баскский футбольный клуб из города Аморебьета-Эчано, в провинции Бискайя. Клуб основан в 1925 году, домашние матчи проводит на стадионе «Урритче», вмещающем 3 000 зрителей. Большую часть времени с момента своего основания «Аморебьета» провела в региональных лигах, и Терсере, в сезоне 2010/11 клуб занял первое место в своей группе в «Терсере», и получил право в сезоне 2011/12 дебютировать в Сегунде B.

## Достижения
- Победитель Терсеры (1): 2010/11.

## Сезоны по дивизионам
- Сегунда B — 5 сезонов
- Терсера — 36 сезонов
- Региональные лиги — 46 сезонов

## Достижения
- Терсера
  - Победитель: 2010/11

## Главные тренеры
- Начо Гонсалес (с 2024 года)